# Arbetslinjen

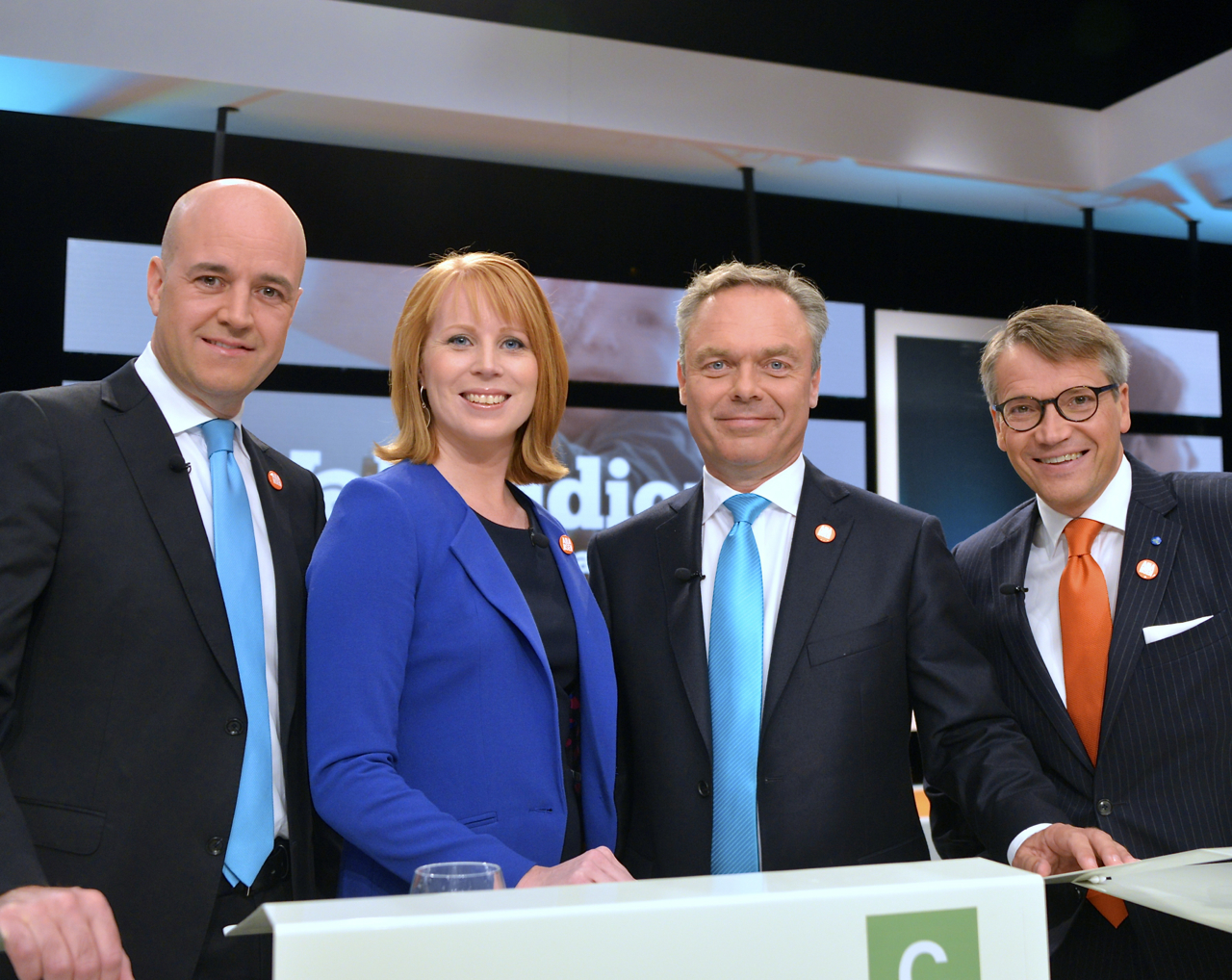
Allianspartiernas partiledare inför slutdebatten i SVT två dagar före valet i september 2014.

Arbetslinjen är en politisk term i Sverige för den socialpolitiska principen att arbetslösa ska få stöd av samhället för att aktiveras i arbete. Principen utvecklades mellan 1914 och 1920 bland annat i form av nödhjälpsarbete och termen började användas på 1920-talet.
Arbetslinjen har varit hörnsten i de nya Moderaternas politik sedan 2005 och i regeringen Reinfeldts som var vid makten mellan 2006 och 2014. Det har också varit viktigt för socialdemokratin och LO, med lite olika fokus, men med en gemensam uppfattning att alla arbetsföra ska stimuleras och/eller tvingas till lönearbete, eller aktivt söka anställning för att vara berättigade till samhällets stöd.

## Historik

### Begreppets tillkomst
De bärande principerna bakom arbetslinjen utvecklades i samband med nödhjälpsarbeten under första världskriget och begreppet kom i bruk redan på 1920-talet. Arbetslinjens betydelse framhölls i en rad socialpolitiska utredningar under 1900-talet, till exempel de som utarbetades av Socialvårdskommittén, som satt 1938-1951. Stor politisk enighet har rått kring denna linje, även om detaljutformningen varit föremål för olika idéer, t.ex. om fördelningen av statligt och kommunalt åtagande, ersättningsnivåer, varaktighet (det som sedermera kallats "bortre parentes"). På 1990-talet började man alltmer att även samordna sjukförsäkringens utformning med arbetslinjen, genom att fokusera på graden av arbetsförmåga i stället för på rent medicinska kriterier.

### 2000-talet och framåt
Inför valet 2006 förde det borgerliga blocket Allians för Sverige fram arbetslinjen som politisk inriktning. De borgerliga menade att arbetslinjen var den princip som säger att det måste vara mer lönsamt att arbeta än att inte göra det. Utifrån den grundtanken sänkte de i regeringsställning inkomstskatten för lönearbete i flera etapper. Detta fick kritik av den röd-gröna oppositionen som ansåg att den förda politiken missgynnade arbetslösa och sjukskrivna.

## Kritik
Arbetslinjen har kritiserats från olika håll, till exempel i artiklar hos socialistiska Arbetaren.
Arbetslinjen har också föga förvånande kritiserats av arbetskritiker.